# Johan, Lotta & Jocko

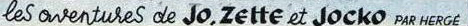
Seriens logotyp.

Johan, Lotta & Jocko är en tecknad serie skapad av den belgiske serieskaparen Hergé, som är mest känd för sin andra serie Tintin. Hergé har själv sagt att han tyckte bättre om Tintin än Johan, Lotta och Jocko. På originalspråket franska heter serien Jo, Zette et Jocko.
Johan, Lotta & Jocko debuterade i tidningen Cœurs vaillants 1936–37 för att därefter publiceras om i Le Petit Vingtième. 1940 avbröts serien på grund av ockupationen av Bryssel, men Hergé återupplivade den sedermera för en sista episod i tidningen Tintin på 1950-talet med assistans av Jacques Martin (detta trots att Hergé själv aldrig blev riktigt nöjd med serien).
Huvudpersonerna är de båda syskonen Johan och Lotta Legrand, cirka 12 år gamla, samt deras tama schimpans Jocko. Deras föräldrar förekommer i ett par album.

## Utgivna album
1. "S/S Manitoba" svarar inte (Den mystiska strålen del 1) - Den trycktes ursprungligen som följetong i Le petit vingtième, en belgisk katolsk barntidning på 30-talet och gavs ut som album på franska 1952[1] och på svenska 1971.
2. Karamakos utbrott (Den mystiska strålen del 2), album på franska 1952[1]
3. Direktör Pumps testamente (Super-prop H. 22 del 1), album på franska 1951[1]
4. Destination New York (Super-prop H. 22 del 2), album på franska 1951[1]
5. Kobrornas dal (La Vallée des cobras), album på franska 1957[1]